# Hejing
Hejing (léase Jo-Ching; en chino, 和静县; pinyin, Héjìng xiàn; en uigur: خېجىڭ, romanizado: Hejing) es un condado bajo la administración directa de la Prefectura Bayingolin en la Región autónoma de Sinkiang, República Popular China. Su área es de 34 978 km² y su población total para 2020 superó los 140 mil habitantes.

## Administración
Desde enero de 2020, el condado Hejing se divide en 12 pueblos que se administran en 8 poblados y 4villas.

## Historia
En el año 27 de la República de China (1939), se estableció el condado Hetong (和通县) y luego se le cambió el nombre a Hejing (和靖县).
En abril de 1950, se estableció formalmente el Gobierno Popular del condado Hejing. Desde 1954, es parte de la Prefectura Bayingolin.
El 3 de noviembre de 1965, el Consejo de Estado decidió cambiar el nombre de Hejing a Hejing, aunque son sonidos homófonos, el jing anterior era  (靖 calamar) mientras que el jing actual es (静 reposar), su significado completo es algo así como 'lugar donde reposa la paz'.